# Ataques iraníes contra Israel en junio de 2025
Los ataques iraníes contra Israel fueron una serie de ataques aéreos a gran escala que Irán lanzó a partir de la noche del 13 de junio de 2025 contra Israel, disparando más de 150 misiles balísticos y más de 100 drones, en respuesta a los ataques aéreos israelíes realizados ese mismo día contra instalaciones nucleares iraníes y altos funcionarios militares y científicos El nombre en clave que Irán le dio al ataque fue Operación Promesa Verdadera III.
Los ataques marcaron un cambio significativo en las tensiones entre Irán e Israel, llevando su relación a un estado de confrontación directa. Los ataques tuvieron amplias consecuencias regionales e internacionales, incluyendo un fuerte aumento de los precios del petróleo, interrupciones en las rutas marítimas internacionales y la suspensión del tráfico aéreo. Los sucesos también provocaron reacciones internacionales generalizadas, con reiterados llamados a la moderación por parte de las Naciones Unidas ante la creciente preocupación por la posibilidad de un conflicto más amplio en Oriente Medio.

## Antecedentes
Las prolongadas tensiones entre los gobiernos de Teherán y Tel Aviv forman parte de un conflicto regional más amplio, caracterizado durante décadas por operaciones encubiertas y guerras indirectas en países como Siria y Líbano, en lugar de una confrontación militar directa entre ambos Estados. Ambas naciones mantienen posturas fundamentalmente opuestas sobre temas como el programa nuclear iraní, la presencia de fuerzas y milicias respaldadas por Irán en Siria, Líbano y Yemen, así como el conflicto israelí-palestino.
Esta «guerra en la sombra» ha incluido frecuentes ataques aéreos israelíes contra objetivos iraníes o afiliados a Irán en Siria, así como asesinatos de altos cargos iraníes. Sin embargo, los ataques aéreos israelíes contra Irán del 13 de junio de 2025 marcaron un punto de inflexión, sirviendo como catalizador inmediato de la respuesta iraní. Según informes, los ataques resultaron en la muerte de varios miembros de alto rango de los Cuerpos de la Guardia Revolucionaria Islámica (CGRI), entre ellos su comandante, Hossein Salami, y el jefe del Estado Mayor, Mohammad Bagheri, su adjunto Gholam Ali Rashid, asesor principal del Líder Supremo Ali Shamkhani, y el comandante de la Fuerza Quds, Ismail Khan. Medios iraníes también confirmaron el asesinato de seis científicos nucleares, incluidos Fereydoon Abbasi y Mohammad Mehdi Tehranchi.
Entre los objetivos de los ataques israelíes se encontraba la central nuclear de Natanz, donde, según se informa, quedó destruida la planta piloto de enriquecimiento de combustible, que alberga centrifugadoras avanzadas capaces de enriquecer uranio hasta un 60 %. La infraestructura eléctrica y los edificios de apoyo sufrieron daños adicionales. El Centro de Tecnología e Investigación Nuclear de Isfahán también fue alcanzado, dañando las instalaciones de producción de uranio metálico y la infraestructura para la reconversión del uranio enriquecido. Otros objetivos incluyeron bases militares del CGRI y centros de mando en Teherán y en varias regiones.
Alrededor de 200 aviones de combate israelíes participaron en la operación, atacando aproximadamente 100 objetivos en todo Irán. El ataque fue descrito por múltiples fuentes como «sin precedentes»  y, de acuerdo con el representante de Irán ante las Naciones Unidas, los ataques causaron 78 muertos y más de 320 heridos, la mayoría de los cuales eran civiles, incluidos mujeres y niños.
Se escucharon explosiones en Teherán y cerca de instalaciones militares, así como en zonas residenciales donde residen altos funcionarios. Se reportaron incendios en varios barrios civiles. Si bien las autoridades israelíes describieron el ataque como un «ataque preventivo» destinado a neutralizar lo que consideraban una creciente amenaza nuclear, Irán condenó los ataques como una flagrante violación de su soberanía y un ataque directo a su seguridad nacional. Teherán calificó la operación como una «declaración de guerra» y prometieron una respuesta directa y pública para preservar la credibilidad nacional y la integridad territorial.
Aunque Israel ya había atacado previamente a operativos iraníes en Siria, este ataque directo en suelo iraní representó una escalada significativa. Funcionarios estadounidenses confirmaron la responsabilidad de Israel en el ataque, pero declararon que Estados Unidos no estuvo involucrado y que simplemente había sido informado con antelación.

## Nombre de la operación
Irán denominó los ataques como Operación Promesa Verdadera III. Este nombre fue anunciado oficialmente por las autoridades iraníes tras los ataques. La elección del nombre «Promesa Verdadera» refleja directamente que esta operación cumple una promesa previa de Irán de tomar represalias contra los ataques israelíes. La operación continúa una serie de ataques con el mismo nombre; la Operación Promesa Verdadera original fue llevada a cabo en julio de 2006 por Hezbolá, y el nombre también se utilizó para los ataques iraníes contra Israel de abril de 2024, conocidos como Operación Promesa Verdadera II. El nombre tiene un tono religioso y moral, y ofrece justificación a la vez que transmite un mensaje tanto a los adversarios (Israel) como a los aliados de que las advertencias de Irán son creíbles y que no dudará en actuar con decisión.

## Ataques

### 13 de junio

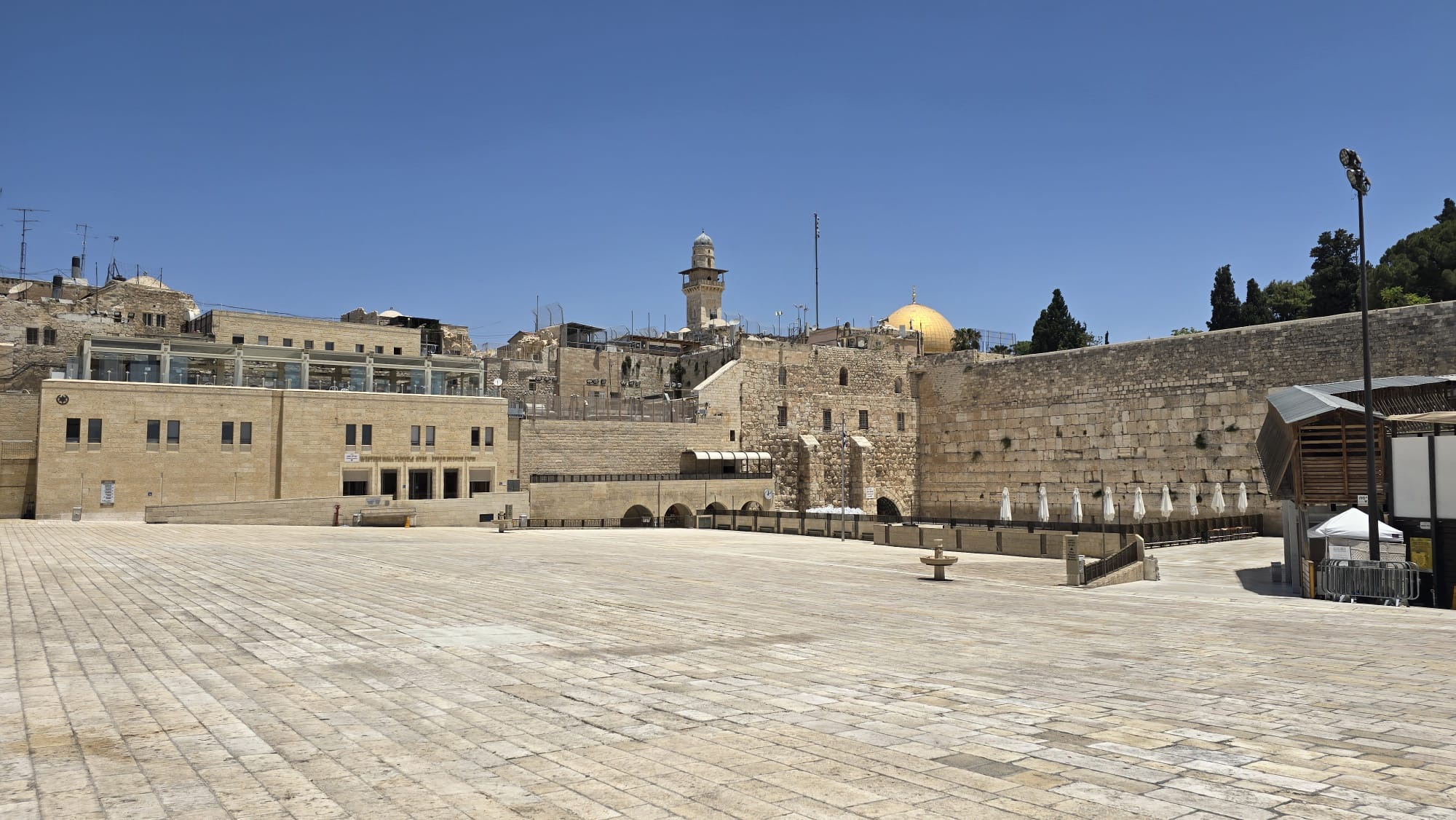
La Plaza del Muro Occidental recibió órdenes de evacuación el 13 de junio de 2025 tras los ataques israelíes de junio de 2025 contra Irán.

El 13 de junio, tras los ataques israelíes, Irán prometió una «respuesta contundente» contra Israel y afirmó que atacaría a las fuerzas israelíes y estadounidenses estacionadas en bases militares en todo Oriente Medio. Posteriormente, Estados Unidos evacuó a algunos de sus soldados en Irak y también autorizó la evacuación de familiares de soldados estadounidenses en toda la región. Según el general de brigada Effie Defrin de las Fuerzas de Defensa de Israel (FDI), Irán lanzó más de 100 drones Shahed hacia Israel por la mañana en su represalia inicial. Se activaron las sirenas en Amán, la capital de Jordania. Algunos de los drones fueron interceptados por la Real Fuerza Aérea Jordana sobre el espacio aéreo jordano y otros por la Fuerza Aérea Israelí sobre Arabia Saudita y Siria. Más tarde, varias fuentes israelíes dijeron que se levantó la orden para que los civiles israelíes buscaran refugio, lo que sugiere que la mayoría o todos los drones fueron destruidos.
Los hutíes también dispararon un misil balístico desde Yemen contra Jerusalén, que cayó cerca de Hebrón, Cisjordania, hiriendo a cinco palestinos, entre ellos tres niños.
Alrededor de las 9:00 p. m. hora local, diez minutos antes de que Irán lanzara docenas de misiles contra Israel, los ciudadanos israelíes recibieron alertas telefónicas advirtiendo sobre un ataque inminente. Las FDI estimaron que durante el ataque Irán disparó alrededor de 150 misiles balísticos en dos oleadas, aunque la agencia estatal de noticias iraní, IRNA, informó que se lanzaron cientos de misiles. Los ciudadanos fueron autorizados a abandonar sus refugios alrededor de las 10:10h. Irán denominó su contraataque Operación Promesa Verdadera III y afirmó que atacó docenas de objetivos, incluidos sitios militares y bases aéreas. Se reportaron varios impactos en el centro de Israel, incluso en edificios de Tel Aviv, con imágenes de video que mostraban un aparente impacto directo en la instalación militar de HaKirya, en el centro de Tel Aviv.
El Maguén David Adom (MDA) informó que al menos 63 personas resultaron heridas: una crítica, otra grave, ocho de gravedad media y el resto leves. Una mujer que resultó gravemente herida falleció más tarde a causa de las heridas. Los Servicios de Bomberos y Rescate de Israel rescataron a dos personas de un edificio destruido en Tel Aviv mientras que, el Comando del Frente Interno de las Fuerzas de Defensa de Israel rescató a otro civil de un edificio de la ciudad.

### 14 de junio
El 14 de junio, alrededor de la 1:00 a. m., Irán lanzó otra andanada de decenas de misiles, la mayoría de los cuales fueron interceptados, según un portavoz de las FDI. En el ataque resultaron heridas siete personas, una de ellas de gravedad. Dos trabajadores de ambulancia de la MDA resultaron levemente heridos por vidrios rotos luego de que la metralla impactara en su unidad de cuidados intensivos.
Irán lanzó tres andanadas más desde entonces: la primera contra el norte de Israel y las demás en todo el país. Durante los bombardeos posteriores, un edificio en el centro de Israel fue alcanzado directamente por un misil, hiriendo a diecinueve personas, dos de ellas fallecieron posteriormente. El número de heridos superó los 60, ya que se reportaron graves daños en varias viviendas. Como resultado de un impacto directo contra un edificio en Rishon LeZion, al menos dos personas murieron y más de veinte resultaron heridos.  Las FDI anunciaron posteriormente que Irán había lanzado 200 misiles balísticos desde la noche del 13 de junio, de los cuales aproximadamente el 25 % impactó en zonas abiertas. Afirmaron que un pequeño número de misiles evadió las defensas aéreas y alcanzó zonas residenciales de Tel Aviv, Ramat Gan y Rishon LeZion, causando víctimas.
Aparentemente, varios misiles iraníes transitaron el espacio aéreo sirio en ruta a Israel, y al menos dos misiles cayeron en la Gobernación de Daraa (al sur de Siria), lo que llevó a Damasco a suspender los vuelos debido a la inestabilidad regional.
Por la noche, Irán disparó otra andanada de misiles contra el norte de Israel, matando a cinco personas e hiriendo al menos a otras 23. El Comando del Frente Interno emitió alertas telefónicas a las 23:00h y se autorizó a los ciudadanos a abandonar los refugios a las 11:45h. Un misil balístico impactó una casa de dos pisos en Tamra, matando a una mujer e hiriendo a otras catorce personas. Cuatro miembros de una misma familia, entre ellos una mujer y sus dos hijas, murieron en otro ataque con misiles. La refinería de petróleo de Haifa también fue alcanzada. Los impactos provocaron un fuerte incendio en el complejo petrolífero y dañaron tuberías y líneas de transmisión.
Irán confirmó el lanzamiento de «decenas» de proyectiles desde bases en Shiraz, Kashan, Qom o Lorestán como parte de la segunda oleada de la Operación Promesa Verdadera III.

### 15 de junio

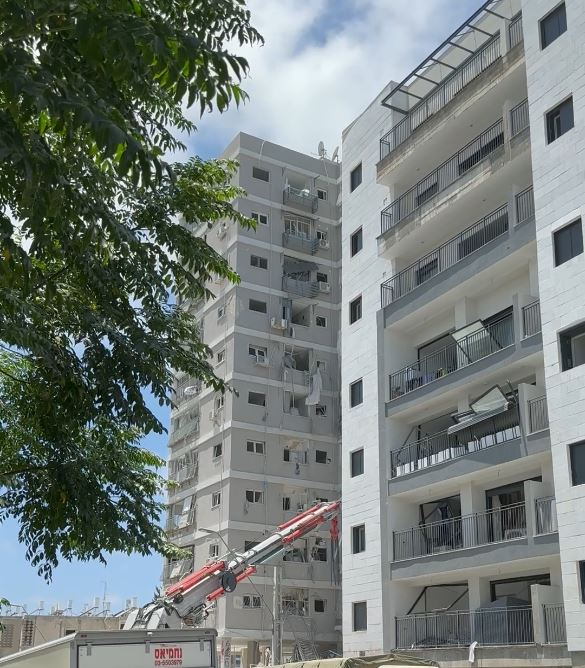
Consecuencias de los ataques iraníes en Bat Yam

En la mañana del 15 de junio, un bombardeo de misiles balísticos iraníes provocó impactos en edificios de Bat Yam y Rejovot, un centro comercial en Kiryat Ekron, también se produjo un ataque adicional en Tel Aviv. El ataque en Bat Yam causó la muerte de nueve personas y una desapareció. Sesenta y un edificios resultaron dañados, según el alcalde Tzvika Brot. Según la MDA, alrededor de 200 personas resultaron heridas, varias de ellas de gravedad. Un edificio en Rehovot que albergaba laboratorios propiedad del Instituto Weizmann de Ciencias resultó dañado.
El Ministerio de Defensa de Israel informó que el centro del país, donde murieron cuatro personas y otras resultaron heridas, fue atacado con misiles provenientes de Yemen, lo que luego fue confirmado por los hutíes, afirmando que habían utilizado varios misiles balísticos Palestina 2 en coordinación con el ejército iraní.
Según medios israelíes restos de misiles iraníes también impactaron en dos lugares de Cisjordania. Alrededor de las 11:20 a. m., un misil de la clase Shahab provocó un incendio en un tejado en Al Bireh, a pocos metros de la casa de Mahmud Abás, presidente de la Autoridad Nacional Palestina. Tres niños resultaron heridos por cristales rotos después de que los restos de un misil interceptado sobre el centro de Israel cayeran en las afueras de Sa'ir, cerca de Hebrón, unos 90 minutos después.
Más tarde ese mismo día, Irán disparó una nueva andanada compuesta por varios misiles balísticos contra Israel, aunque no se reportaron impactos ni víctimas. Posteriormente, Irán disparó un misil contra una zona de Cesarea, cerca de la casa familiar de Netanyahu. Las FDI anunciaron la interceptación de los misiles y el derribo de al menos 50 cohetes. Por la noche, Irán disparó varias andanadas de misiles contra Israel, hiriendo a siete personas en Haifa y a otra persona más en Kiryat Gat, además de causar incendios y daños materiales. Otras nueve personas fueron atendidas por ataques de pánico.
Las autoridades de Irán detuvieron a dos miembros de los servicios secretos israelíes, el Mosad, a las afueras de Teherán, con más de «200 kilogramos de explosivos y material, 23 drones, lanzadores, dispositivos de guía y controladores, junto con un automóvil Nissan».

### 16 de junio

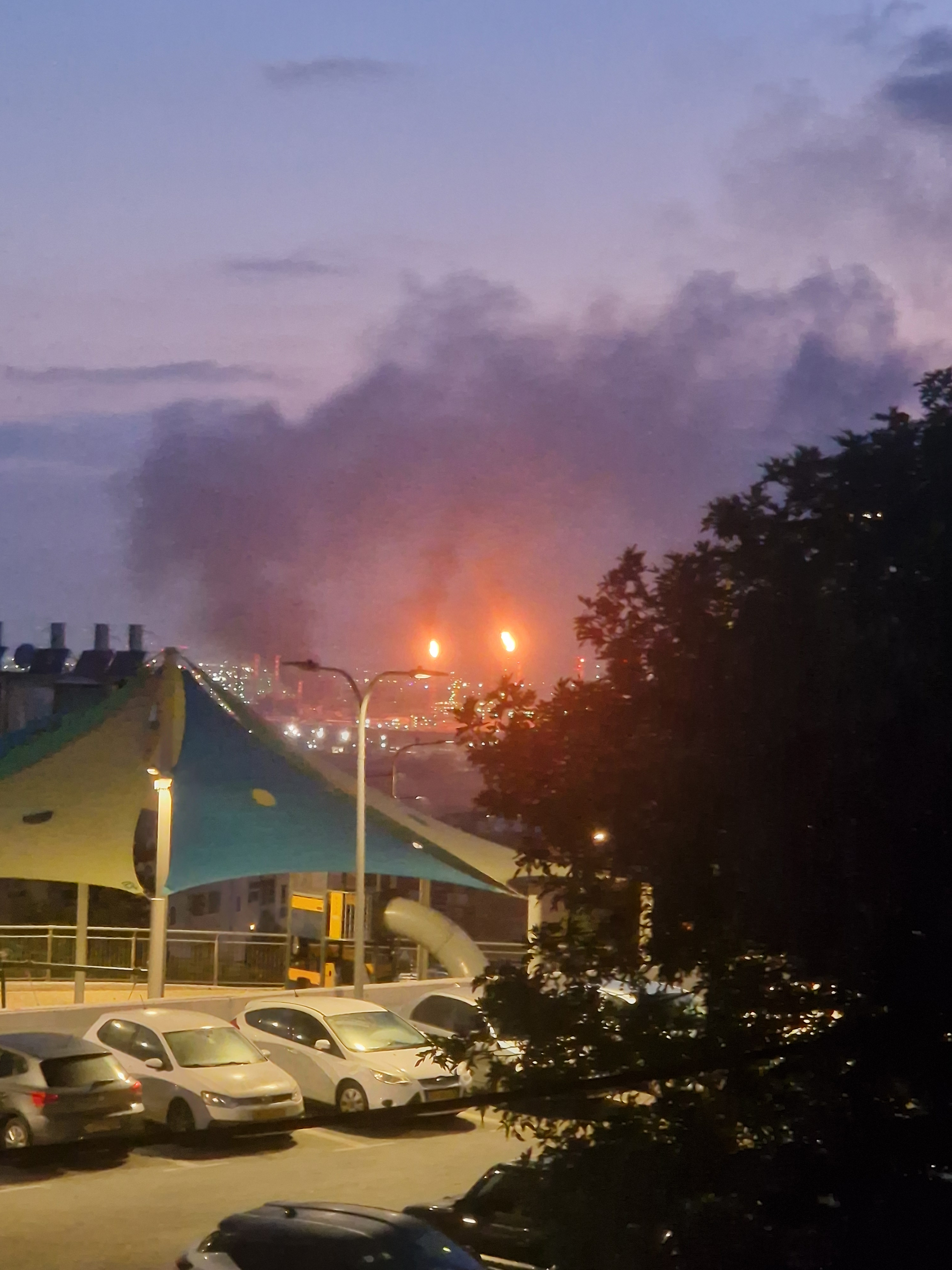
Ataque de Irán a las refinerías de petróleo de Haifa en la noche del 15 al 16 de junio de 2025

Irán lanzó una nueva andanada de misiles contra Israel, impactando al menos cuatro emplazamientos y causando graves daños. Un edificio en Petaj Tikva fue alcanzado, causando la muerte de cuatro personas. Una persona resultó gravemente herida y otras catorce sufrieron heridas moderadas, entre ellas dos niños. Además al menos otros dos impactos ocurrieron en Tel Aviv, destruyendo varios edificios. En total ocho personas murieron y al menos 92 resultaron heridas, la mayoría de ellas con lesiones menores, en el centro de Israel. Irán también atacó el puerto y la refinería de petróleo de Haifa, donde unas treinta personas resultaron heridas. Se observaron incendios en una central eléctrica cercana al puerto. La televisión estatal iraní dijo que el país disparó al menos 100 misiles contra Israel y que no tenía intención de ceder a los llamados internacionales para una desescalada mientras seguía adelante con sus ataques de represalia.
Según Trita Parsi, vicepresidente ejecutivo del Instituto Quincy para una Política de Estado Responsable, los sucesivos ataques con misiles iraníes pueden haber erosionado las defensas israelíes, permitiendo que un porcentaje mayor de misiles logre atravesar el territorio israelí que antes. Tras los ataques, Israel confirmó 24 muertes hasta la fecha, la mayoría de las cuales ocurrieron fuera de refugios antiaéreos, y contabilizó 350 misiles iraníes lanzados, agrupados en salvas de entre 30 y 60 misiles.
Un dron que se dirigía hacia el consulado estadounidense en Erbil, Irak, fue interceptado. Irán volvió a disparar misiles balísticos contra Petah Tikva, matando a cuatro personas. Una persona resultó gravemente herida y catorce resultaron con heridas moderadas, entre ellas dos niños. Dos misiles también impactaron en Tel Aviv, destruyendo varios edificios.
La embajada de Estados Unidos en Tel Aviv sufrió «daños menores» por el impacto de misiles en las inmediaciones del edificio. Aunque no se registraron heridos entre el personal. Las autoridades de Irán anunciaron la ejecución de un hombre condenado por espiar en favor del Mosad de Israel, la tercera en las últimas semanas.
CNN informó que Irán dijo que no negociará con Estados Unidos hasta que termine sus ataques de represalia contra Israel. Por su parte el ejército estadounidense trasladó más de 31 aviones cisterna —principalmente KC-135 y KC-46— de sus bases en Estados Unidos a Europa, así como el portaviones USS Nimitz a Oriente Medio «para ofrecer opciones al presidente Donald Trump».
Los Cuerpos de la Guardia Revolucionaria Islámica emitieron una «orden de evacuación» para los civiles que residen en las partes de la ciudad de Tel Aviv donde haya infraestructura militar ante la posibilidad de nuevos ataques.

### 17 de junio

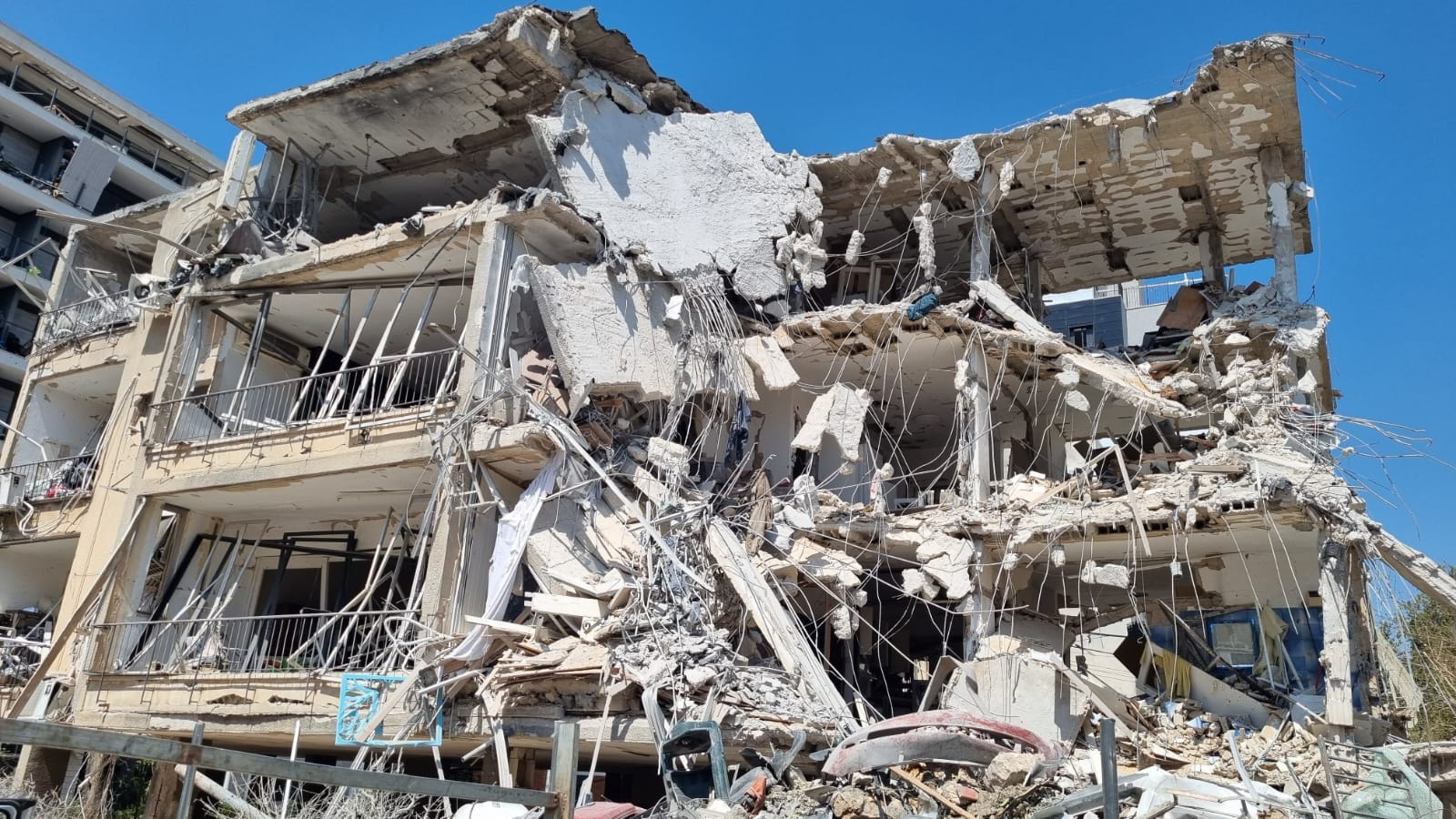
Daños a un edificio en Ramat Gan tras un ataque con misiles

Por la mañana, Irán lanzó unos veinte misiles contra Israel, hiriendo levemente a cinco personas. La CNN informó que los misiles iraníes habían alcanzado objetivos en todo el país, afectando especialmente a Tel Aviv, así como a barrios residenciales de la ciudad central de Bat Yam, y a la ciudad palestino-israelí de Tamra. Ynet informó que un misil iraní impactó la ciudad de Herzliya, dañando un edificio de ocho pisos e incendiando un autobús que en ese momento estaba vacío. Se escucharon explosiones en el distrito de Dan de Tel Aviv y en Jerusalén Oeste. El periódico israelí The Times of Israel informó que Israel derribó treinta drones iraníes durante la noche del 16 al 17 de junio. La Guardia Revolucionaria de Irán aseguró haber lanzado un ataque contra la sede del Mosad y un cuartel de la Inteligencia Militar israelí en Tel Aviv con «un nuevo misil» y que tanto la sede de Inteligencia Militar como la sede del Mosad han sido «alcanzados» y «están ardiendo». TRT informó que un misil iraní alcanzó la Unidad 8200 del Mosad en Herzliya.
Un ataque con misiles balísticos iraníes hacia el norte de Israel durante la tarde fue interceptado.

### 18 de junio
Las FDI aseguraron que derribaron tres drones iraníes durante la noche del 17 al 18 de junio.
Para esa fecha, las FDI estimaron que Irán había lanzado 400 misiles y 1000 drones contra Israel desde el inicio del conflicto. Añadieron que solo 20 misiles impactaron en zonas urbanas, causando muchas menos víctimas de las que Israel preveía. De los drones, menos de 200 entraron en el espacio aéreo israelí, pero ninguno alcanzó su objetivo.
Las autoridades de Irán anunciaron la detención de cinco personas sospechosas de colaborar con de los servicios de Inteligencia de Israel durante una operación llevada a cabo por la Guardia Revolucionaria en la provincia de Lorestán al oeste del país.
Irán disparó un solo misil balístico contra Israel por la noche, lo que hizo sonar las sirenas en Tel Aviv y sus alrededores. Según los CGRI, en el ataque se utilizó el misil de largo alcance Sejjil. Un hombre resultó levemente herido cuando un fragmento cayó sobre su coche después de que el misil fuera interceptado. Según The Washington Post, sin reabastecimientos de misiles ni una mayor participación de Estados Unidos, Israel puede mantener su defensa antiaérea durante 10 o 12 días más si Irán mantiene un ritmo constante de ataques; en contraste, una evaluación del Instituto Internacional de Estudios Estratégicos (IISS) señala que se desconoce la profundidad de las reservas restantes de interceptores de Israel, pero la profundidad de su arsenal se ve reforzada por el apoyo de la defensa de misiles de Estados Unidos. El tamaño de las salvas que Irán ha lanzado desde el comienzo del conflicto ha disminuido constantemente en número de misiles balísticos.

### 19 de junio
Irán disparó una salva de misiles balísticos contra Israel alrededor de la medianoche entre el 18 y el 19 de junio. Según fuentes israelíes fue interceptada por las FDI. Además Israel derribó dos drones que se dirigían al norte del país.
A primera hora de la mañana, Irán disparó una andanada de unos veinte misiles balísticos contra Israel, alcanzando al menos cuatro puntos en el centro y el sur de país, incluido el Centro Médico Soroka en Beerseba, Tel Aviv, Ramat Gan y Jolón. Según el Ministerio de Salud de Israel, 271 personas resultaron heridas, entre ellas cuatro de gravedad y dieciséis moderadamente. Según las FDI, en el ataque también se utilizó una bomba de racimo, arrojando alrededor de veinte municiones más pequeñas a lo largo de un área de 8 kilómetros en el centro de Israel, y una de ellas impactó una casa en Azor.
El Centro Médico Soroka sufrió un impacto directo, causando grandes daños y una presunta fuga de sustancias químicas. Según informó un portavoz del hospital no se produjeron víctimas graves, ya que la parte del hospital que fue alcanzada ya había sido evacuada. Además setenta y una personas resultaron levemente heridas y otra persona fue tratada por ansiedad aguda. La agencia de noticias iraní IRNA informó que el hospital fue atacado accidentalmente y que los objetivos principales eran centros militares israelíes cercanos al hospital, concretamente el cuartel general de inteligencia de las FDI y el campamento de inteligencia del Ejército en el Parque Tecnológico de Gav-Yam, ambos situados muy cerca del hospital. En Ramat Gan, dos personas resultaron gravemente heridas y otras veinte sufrieron heridas leves. Un misil impactó cerca de varios rascacielos y, según el ministro de Educación israelí, una guardería también resultó dañada. Varios edificios de apartamentos resultaron dañados después de que un misil impactara una zona residencial en Jolón, donde dieciséis personas resultaron heridas, cuatro de ellas de gravedad.
Más tarde, Irán disparó al menos diez misiles contra el norte de Israel, aunque en este caso no se reportaron impactos ni víctimas.

### 20 de junio
Ese día Irán lanzó una nueva salva de misiles hacia Israel, los misiles impactaron en Beerseba y un misil alcanzó en una calle rodeada de bloques de apartamentos que resultaron dañados provocando incendios cerca de las oficinas de Microsoft en el parque de tecnologías avanzadas Gav-Yam Negev y otras instalaciones de alta tecnología. La estación central de trenes fue cerrada temporalmente debido a los daños sufridos durante el ataque. Siete personas resultaron levemente heridos en el ataque.
Posteriormente, Irán disparó entre veinte y veinticinco misiles contra Israel, de los cuales seis alcanzaron sus objetivos impactando zonas de Haifa, así como en Gush Dan y Beerseba, en el centro del país. En Haifa, la localidad más afectada, dos personas, entre ellas un joven de 16 años, resultaron gravemente heridas por metralla, mientras que una persona sufrió heridas moderadas y otras catorce sufrieron heridas leves. Una mujer de 51 años falleció a consecuencia de un ataque cardíaco cuando estaba escondida en un refugio de la ciudad de Carmiel, en el norte del país. Según medios israelíes en Beerseba se registraron varios impactos de municiones pequeñas, incluido uno que impactó en una guardería, lo que indicaría que se utilizó una bomba de racimo. No se reportaron heridos en el ataque También se reportaron explosiones en Tel Aviv y al menos un ataque con misiles en Jerusalén. Entre los edificios alcanzados se encontraba la casa de Dan Naveh, un líder de la «economía de guerra» de Israel. Según confirmó la Guardia Revolucionaria de Irán se trata de su «decimoséptima oleada de misiles» que iba dirigida contra «instalaciones militares israelíes, incluidas las bases de Nevatim y Hatzerim».

### 21 de junio
Se produjeron incendios en Tel Aviv y en la cercana ciudad de Jolón después de que Irán lanzara una nueva ola de misiles.
Los Servicios de Bomberos y Rescate de Israel confirmaron en un comunicado en Telegram que estaban trabajando para extinguir un incendio en el tejado de un edificio de tres plantas en Gush Dan, el área metropolitana que rodea Tel Aviv y que incluye Jolón. CNN News afirmó que el incendio fue causado por metralla tras la interceptación de un misil. El Magen David Adom indicó que no se reportaron heridos. Un misil impactó en un edificio residencial en Beit She'an, aunque no se reportaron heridos.
Las FDI afirmaron haber interceptado cuarenta drones iraníes entre el 20 y el 21 de junio, y añadieron que 470 drones fueron derribados desde el inicio de la guerra, lo que representa una tasa de interceptación del 99 %. Un Shahed-136 iraní logró impactar una vivienda en Beit She'an, causando daños, mientras que otro impactó en una zona abierta cerca de Yotvata, en el Néguev.

### 22 de junio

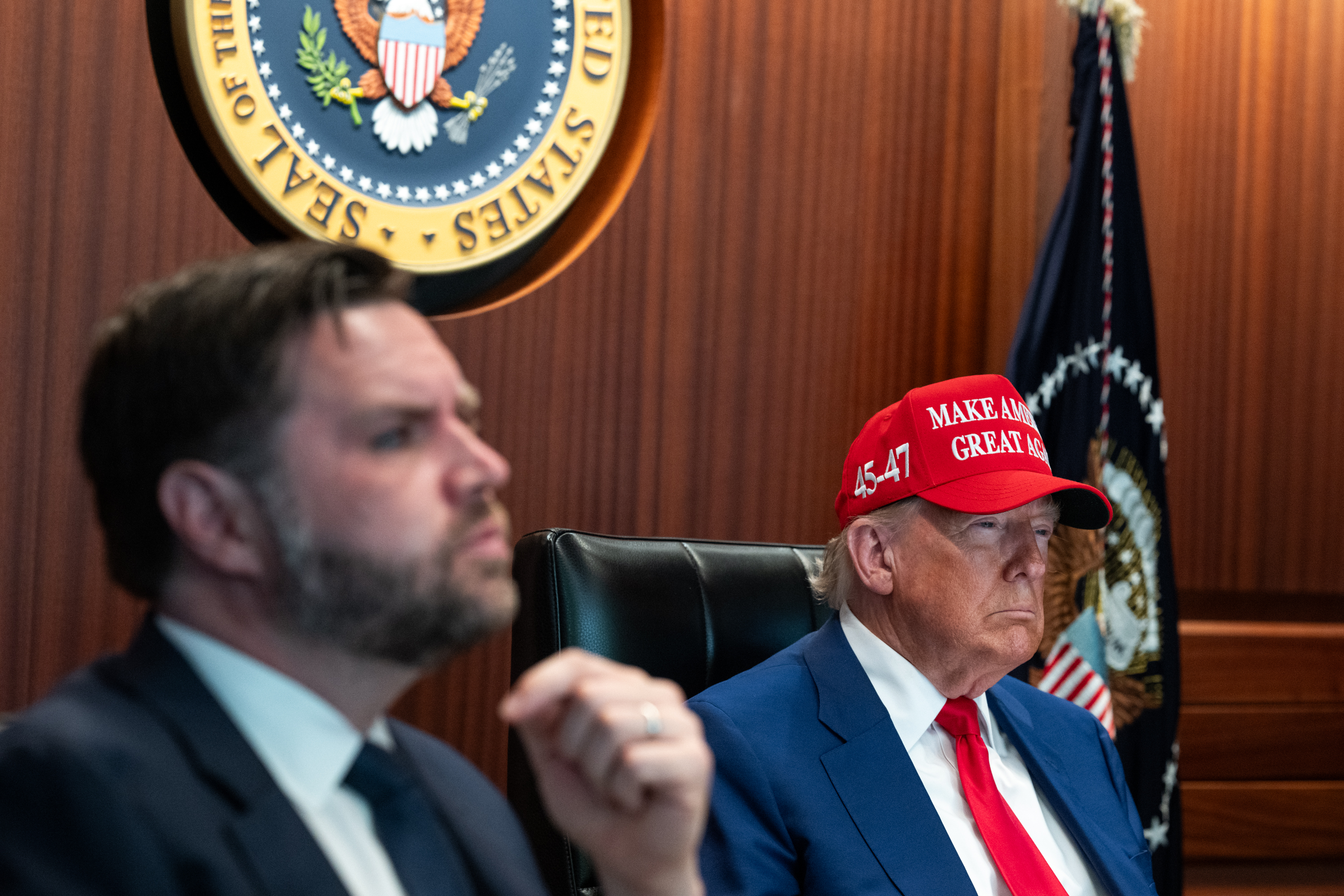
El presidente Trump en la Sala de Situación durante los ataques a Irán

Tras los bombardeos estadounidenses contra las instalaciones nucleares de Fordow, Natanz e Isfahán, Hossein Shariatmadari, representante del líder supremo iraní Ali Jamenei, anunció una represalia inmediata y afirmó que Irán debería lanzar un ataque con misiles contra la flota naval estadounidense en Baréin y cerrar el estrecho de Ormuz a los barcos estadounidenses, británicos, alemanes y franceses.
En represalia por los ataques estadounidenses Irán lanzó 27 misiles contra Israel en dos oleadas que impactaron en once sitios a lo largo de todo el país, desde los Altos del Golán ocupados hasta la Alta Galilea y las zonas costeras del norte y centro de Israel y se reportaron «daños extensos» en Tel Aviv y Haifa. Ochenta y seis personas resultaron heridas en los ataques, dos de ellas de consideración. Trece personas resultaron levemente heridas cuando un misil impactó un edificio en Tel Aviv, y otras seis resultaron heridas en Ness Tziona. Un hombre resultó con heridas moderadas en la Ruta 431, cerca de Beer Yaakov, y un misil iraní no detectado también impactó en una plaza pública de Haifa, hiriendo levemente a tres personas. Los CGRI informaron que los ataques tuvieron como objetivo el aeropuerto Ben Gurion, junto con instalaciones de investigación y «bases de apoyo y varios niveles de centros de control y comando» y que habían utilizado una combinación de misiles de combustible líquido y sólido de largo alcance con una ojiva de gran potencia. Medios estatales iraníes informaron que durante los ataques se disparó el Khorramshahr-4, el misil más pesado de los que cuenta Irán.
Irán ejecutó a un hombre condenado por espiar para el Mosad, los servicios de Inteligencia de Israel. El hombre, identificado como Mayid Mosayebi, fue ahorcado en la ciudad de Isfahán, situada en la zona centro del país.

### 23 de junio
Irán lanzó quince misiles hacia Israel, la metralla provocada por la interceptación de algunos de los misiles cayó en varias ciudades. Se escucharon explosiones en Jerusalén, lo que provocó que se activaran las sirenas durante 30 minutos. Las FDI informaron que el ataque consistió en cinco oleadas separadas, cada una compuesta por varios proyectiles. También indicaron que la mayoría de los misiles fueron derribados por las defensas aéreas. La Corporación Eléctrica de Israel informó que se produjeron cortes de electricidad en el sur de Israel después de que un misil impactara cerca de una «instalación de infraestructura estratégica». Los medios iraníes informaron que el ataque con misiles fue organizado por los CGRI y se reportaron impactos en cinco lugares, incluidos Safed, Tel Aviv, Ascalón, Asdod y Beisan mientras que los medios israelíes informaron de cuatro explosiones, incluida una en Asdod y Lachish, al sur de Jerusalén Occidental, sin embargo la cantidad total de impactos no estaba clara debido a la censura militar israelí. Los medios israelíes informaron que se activaron las sirenas antiaéreas en varias ciudades del norte de Israel, incluidas Nahariya, Gesher Haziv, Hila, Me'ona y Mi'ilya.
Irán lanzó al menos seis misiles contra la base aérea estadounidense de Al Udeid en Catar, y se reportaron explosiones sobre Doha. Bases estadounidenses en Irak también fueron atacadas. El ataque se denominó «Operación Anunciación de la Victoria». Según funcionarios cataríes, los misiles que apuntaban a Al Udeid fueron interceptados y no hubo víctimas. El Gobierno de Irán recalcó que el ataque contra la base estadounidense en Catar fue «un ejercicio de legítima defensa» y dijo que «no tiene nada que ver con el amigo y vecino Catar».

### 24 de junio
Los medios estatales iraquíes informaron sobre varios ataques con drones contra múltiples instalaciones y bases militares en el país y confirmó daños materiales en varias de ellas, pero afirmaron que no hubo víctimas. La agencia de noticias iraní Tasnim informó sobre el impacto de drones kamikazes en el Complejo Base Victoria de Estados Unidos, cerca del Aeropuerto Internacional de Bagdad. Según informes, la base militar de Balad en Irak también fue objeto de ataque. La agencia de noticias iraní Tasnim afirmó que se escucharon dos explosiones dentro de la base. La cadena de televisión Al Sumaria también informó de un ataque a los sistemas de radar de la base Imam Ali en Irak.
Poco después de las 5 de la madrugada, en las horas previas a lo que Trump declaró como un acuerdo de alto el fuego, Irán lanzó un total de unos veinte misiles contra Israel en seis descargas, dirigidas al norte, sur y centro del país. Cuatro personas murieron en Beerseba y otras veintidós resultaron heridas, mientras que varios edificios resultaron dañados.
A las 6:45 a. m. del 24 de junio, las defensas aéreas iraníes respondieron a los continuos ataques israelíes contra la capital, e Irán disparó otra salva de misiles a Beersebaa a las 7:07 a. m. Más tarde esa mañana, Israel anunció que había acordado un alto el fuego bilateral negociado por los Estados Unidos y Catar, y que consideraba que sus objetivos operativos se habían cumplido.
Alrededor de las 11:00 (hora de la República Islámica de Irán), funcionarios israelíes afirmaron que se había lanzado otra oleada de misiles desde Irán. El ministro de Defensa israelí, Israel Katz, ordenó a las FDI que reanudaran los ataques contra Irán, afirmando que Irán había «violado completamente el alto el fuego». Un funcionario de las FDI informó que se habían disparado dos misiles balísticos hacia el norte de Israel aproximadamente dos horas y media después de que comenzara el alto el fuego, y que ambos habían sido interceptados por las defensas aéreas israelíes. Abdolrahim Mousavi, jefe del Estado Mayor General de las Fuerzas Armadas de Irán, rechazó la acusación de haber violado el alto el fuego y afirmó que la acusación de Israel sobre el lanzamiento de misiles era falsa. El Consejo Supremo de Seguridad Nacional de Irán advirtió que «cualquier nueva agresión será respondida con una respuesta decisiva, firme y oportuna por parte de Irán». El cuartel general central del CGRI afirmó que Israel realizó ataques hasta las 9 a. m. hora local, aunque no hubo informes de ataques israelíes en Irán después de las 4 a. m. hora local.

### 25 de junio
Las autoridades de Irán ejecutaron a cuatro personas condenadas por labores de espionaje en favor de los servicios de Inteligencia de Israel, el Mosad, todos ellos estaban acusados de «intentaron importar equipamiento para asesinar a altos cargos del país».

## Alto el fuego

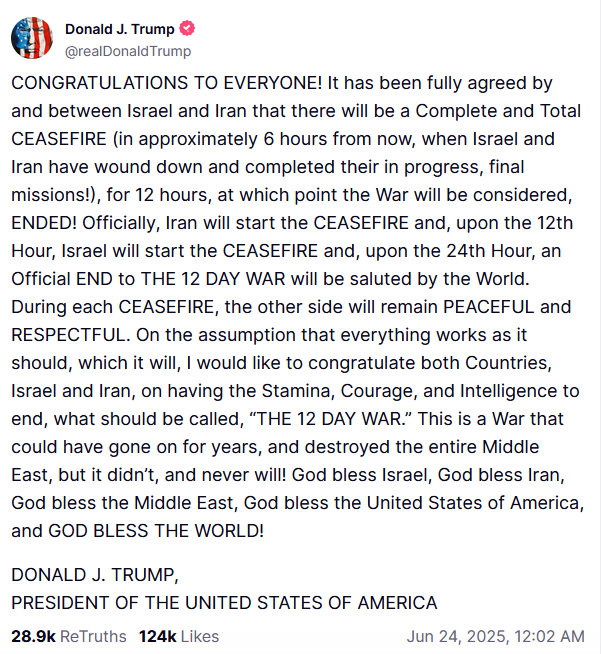
Publicación de Trump sobre el alto el fuego en Truth Social, el 23 de junio a las 18:02 (ET).

A las 6:02 p. m. (ET) del 23 de junio, Trump declaró que el acuerdo de alto el fuego entre Israel e Irán se ejecutaría completamente el 25 de junio, calificando el conflicto como la «Guerra de los 12 Días. El ministro de Asuntos Exteriores de Irán, Abbas Araghchi, refutó esta declaración, diciendo que no se había acordado ninguna propuesta de alto el fuego, pero afirmó que Irán cesaría su acción militar si Israel también cesaba las hostilidades «a más tardar a las 4 a.m., hora de Teherán». A las 6:45 a. m., hora de Teherán, se activó la defensa aérea iraní en Teherán, e Irán disparó otra salva de misiles contra Beer Sheva a las 7:07 a. m. A la 1:08 a. m. (8:08 a. m. en Tel Aviv, 8:38 a. m. en Teherán) Trump declaró en las redes sociales que se había acordado un alto al fuego y pidió a todas las partes que lo respetaran.

## Apoyo estadounidense a Israel
Axios informó el 13 de junio, citando a un alto funcionario estadounidense, que Estados Unidos estaba ayudando a Israel a interceptar los misiles iraníes. Irán advirtió a Estados Unidos, Reino Unido y Francia que si ayudaban a detener los ataques de Teherán contra Israel, sus bases y barcos en la región serán blanco de ataques, informó Reuters.
Según dos funcionarios israelíes, Israel ha pedido a la administración Trump que se una a la guerra contra Irán para destruir su programa nuclear.
De acuerdo con Middle East Eye, Estados Unidos ayudó a las FDI a modificar los F-35 que bombardearon Irán para transportar combustible adicional, lo cual no afectó sus características furtivas. Dicha modificación permitió que los caza israelíes no tuvieran que ser reabastecidos de combustible en el aire durante su ataque del viernes contra Irán ni que se vieran obligados a aterrizar para reabastecerse de combustible en ningún país cercano. Además Estados Unidos envió discretamente cientos de misiles Hellfire a Israel antes del ataque.

## Víctimas
Los ataques con misiles iraníes contra Israel provocaron víctimas humanas y daños materiales importantes.

### Pérdidas humanas
El 14 de junio, el Canal 12 informó, citando a Maguén David Adom, que 63 personas resultaron heridas en el ataque: una en estado crítico, otra en estado grave y ocho con lesiones moderadas, mientras que el resto sufrió heridas leves. Se confirmó una muerte. En Tel Aviv, los equipos de rescate rescataron con vida a dos personas de un edificio derrumbado. Más tarde ese mismo día, Walla News informó de la muerte de tres israelíes y 172 heridos de diversa consideración. Tres civiles jordanos también resultaron heridos.
El 14 de junio, se informó de la muerte de cinco israelíes más en el norte del país a causa de los ataques iraníes. El 15 de junio, las autoridades israelíes informaron de que siete personas murieron, incluidos dos niños, cerca de 200 resultaron heridos y tres seguían desaparecidos tras un ataque con misiles que alcanzó un edificio en el centro de Bat Yam. El 16 de junio, los servicios de emergencia informaron que ocho personas murieron y otras 92 fueron hospitalizadas, la mayoría con heridas leves. Otra persona murió el 20 de junio tras sufrir un ataque cardíaco mientras se dirigía a un refugio antimisiles.
El Maguén David Adom informó que 28 personas murieron a causa de los ataques iraníes, mientras que el Ministerio de Salud añadió que otras 3238 fueron hospitalizadas, incluyendo 28 en estado grave, 111 en estado moderado y 30 en estado indeterminado. Las demás personas resultaron con heridas leves o recibieron tratamiento por ataques de pánico. Más de 9000 personas se vieron obligadas a abandonar sus hogares por los ataques. Además se reportaron al menos 31 impactos de misiles balísticos en áreas pobladas y solo un dron impactó una casa.
El 13 de julio, una mujer filipina, Leah Mosquera, de 49 años de edad, falleció debido a las heridas sufridas por el impacto de uno de los misiles balísticos iraní el pasado 15 de junio en Rejovot. Lo que eleva a 29 el número de fallecidos debido a los ataques iraníes sobre Israel. El 29 de julio, un hombre de 85 años murió tras dos semanas en el hospital. Inicialmente fue rescatado con heridas leves tras el impacto de un misil iraní en su vivienda, pero su estado empeoró y falleció a causa de las heridas. Esto eleva a 30 el número total de israelíes muertos por los ataques iraníes.

### Pérdidas materiales

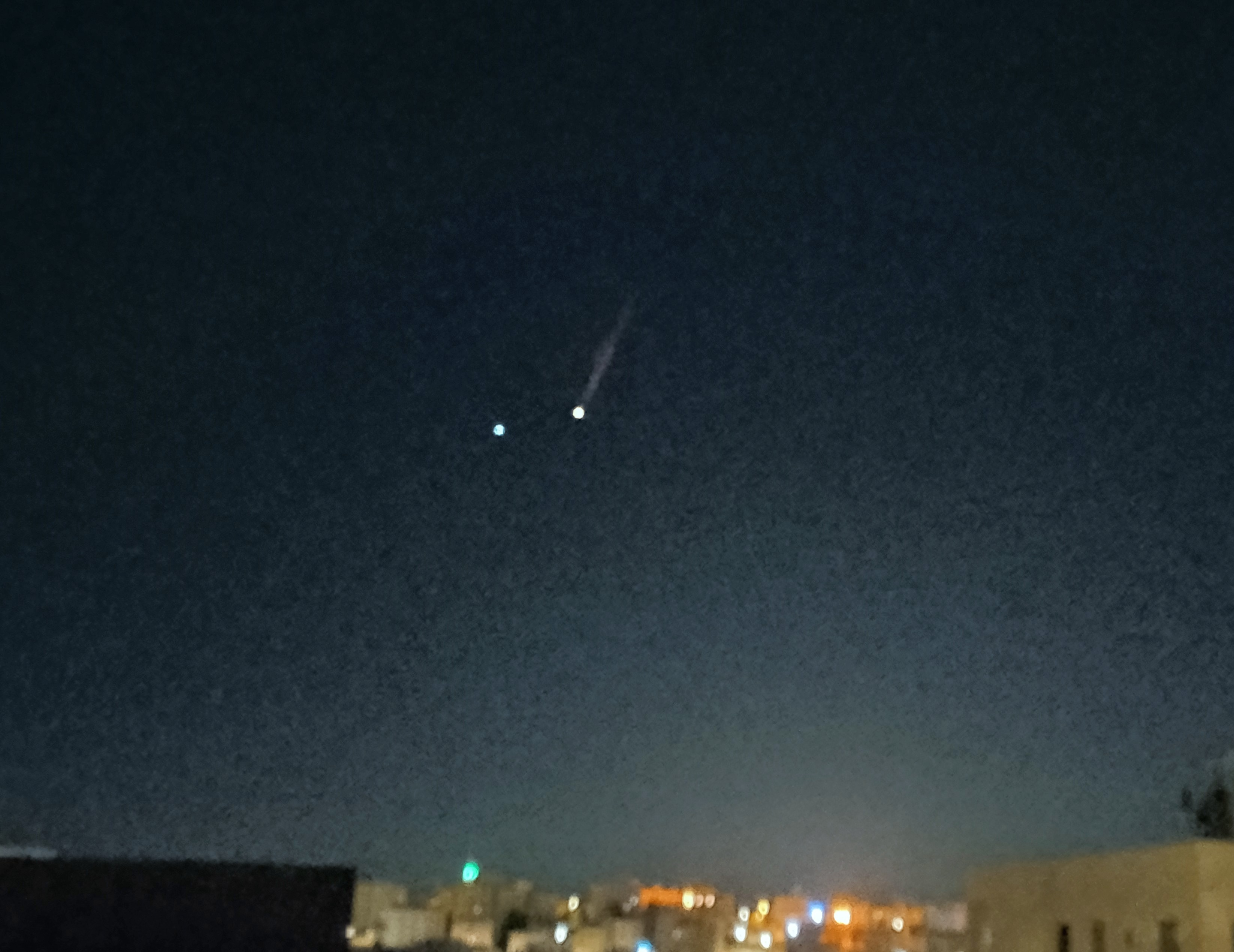
Dos misiles visibles en el cielo sobre el oeste de Amán, Jordania, descendiendo hacia sus objetivos en Tel Aviv.

Un moderno edificio residencial en el centro de Tel Aviv sufrió graves daños. Se produjeron incendios en varios apartamentos y se observó humo saliendo del edificio. Un edificio adyacente sufrió importantes daños externos, incluyendo ventanas rotas y metal retorcido colgando de la fachada. En Ramat Gan, se encontraron varios coches quemados y tres viviendas visiblemente dañadas.
Según las autoridades municipales, nueve edificios quedaron completamente destruidos en Ramat Gan, mientras que cientos más sufrieron daños de diversa consideración. Aproximadamente 100 residentes fueron desplazados de sus hogares debido al bombardeo de misiles.
El ataque iraní contra el Instituto Weizmann, una institución de investigación multidisciplinaria en ciencias naturales y exactas, causó graves daños a la investigación médica y biológica avanzada. El ataque destruyó un centro de investigación oncológica. Los científicos informan que «se perdió todo el contenido», incluyendo «muestras irremplazables» de pacientes con cáncer de Estados Unidos, Francia, Suiza y otros países, líneas celulares de décadas de antigüedad, estudios de biomarcadores del cáncer e investigaciones sobre vacunas contra el cáncer. Muchos otros laboratorios de investigación quedaron destruidos por el ataque, incluido el laboratorio de neurociencia. Entre el material de investigación perdido, el más valioso científicamente fueron más de 2000 líneas transgénicas de Drosophila, una herramienta para la investigación genética.
Los misiles iraníes también impactaron directamente en cinco bases militares israelíes, si bien dichos ataques no fueron hechos públicos por la intervención de la censura militar israelí. Los objetivos alcanzados fueron, entre otros, la base aérea de Tel Nof, la base de recolección de datos de inteligencia de Glilot y la base de producción de armas de Zipporit. Un periodista israelí del Canal 13 explicó a The Daily Telegraph que «hay un montón de impactos de misiles en bases del ejército israelí, en lugares estratégicos sobre los que aún no podemos informar a día de hoy (...). Se ha creado una situación en la que la gente no se da cuenta de lo precisos que fueron los iraníes y de cuánto daño causaron en muchos lugares».
Otro ataque iraní impactó y destruyó una parte importante de la refinería de Haifa, la principal del país, además de matar a tres de sus trabajadores. El ataque destruyó algunos oleoductos y líneas de transmisión, lo que obligó a cerrar por completo la refinería y todas las empresas subsidiarias.

## Consecuencias
Los ataques intensificaron significativamente las tensiones regionales, lo que generó preocupación por la posibilidad de que la situación se descontrolara. El Organismo Internacional de Energía Atómica (OIEA) expresó su profunda preocupación por la estabilidad regional y el posible impacto en las instalaciones nucleares de la zona, lo que agravó significativamente la crisis. Israel declaró el estado de alerta máxima, y las Fuerzas de Defensa de Israel instaron a los civiles a permanecer en los refugios en previsión de nuevos ataques. Se prohibieron las reuniones públicas, se cerraron las escuelas y se cancelaron los vuelos en los principales aeropuertos del país como medida de precaución. En respuesta, Irán anunció el cierre de su espacio aéreo hasta las 14:00 hora local del sábado y activó sus sistemas de defensa aérea en Teherán para interceptar cualquier posible nuevo ataque israelí.
Irán amenazó con atacar bases y buques estadounidenses, británicos y franceses en la región si ayudan a Israel a contrarrestar sus ataques.
Israel inició una operación de transporte aéreo para repatriar a unos 100.000 israelíes varados en el extranjero debido al conflicto. La aerolínea de bandera israelí, El Al, junto con las aerolíneas locales Israir y Arkia, anunciaron su participación. El Al indicó que se programaron vuelos de repatriación desde Atenas, Budapest, Milán, Roma, París y Londres. La compañía de cruceros Mano Maritime también anunció su intención de participar. Los dos primeros vuelos partieron de Lárnaca (Chipre) el 18 de junio y repatriaron a cientos de ciudadanos. El 20 de junio, el Ministerio de Transportes de Israel repatrió en un barco de pasajeros desde Chipre a 1500 israelíes bloqueados en el extranjero a causa del cierre del espacio aéreo del país.

### Impacto económico
Los precios mundiales del petróleo se dispararon más de un 10 %, alcanzando sus niveles más altos desde enero, lo que refleja el temor del mercado a interrupciones en el suministro de petróleo de la región, especialmente a través del estratégico estrecho de Ormuz, una ruta vital para el transporte energético. Las bolsas estadounidenses cerraron a la baja: el Promedio Industrial Dow Jones cayó un 1,79 % y el S&P 500 un 0,69 %. En tiempos de incertidumbre, activos refugio como el oro y el franco suizo se revalorizaron. Medios israelíes informaron que los ataques aéreos israelíes contra Irán le costaron al gobierno aproximadamente 1500 millones de dólares, lo que aumentó la presión financiera sobre el presupuesto de defensa de Israel.
El general iraní Esmail Kosari sostuvo el sábado que Teherán estaba revisando la posibilidad de cerrar el estrecho de Ormuz que controla el acceso de los petroleros al golfo Pérsico.
Las aerolíneas dejaron de volar sobre Israel, Irán, Irak y Jordania, desviando algunos vuelos y cancelando otros.

### Consecuencias diplomáticas
Irán anunció la suspensión indefinida de las conversaciones indirectas con Estados Unidos, cuya sexta ronda estaba prevista en Omán, y el ministro de Asuntos Exteriores iraní, Abbas Araqchi, dijo que las discusiones no podían tener lugar mientras Irán estuviera siendo objeto de los «bárbaros» ataques de Israel. En represalia por los ataques, Irán podría reducir su cooperación con las inspecciones del Organismo Internacional de Energía Atómica (OIEA). Los gobiernos europeos se enfrentan a retos políticos para reimponer las sanciones de las Naciones Unidas a Irán antes de que expire el mecanismo de reimposición en octubre, lo que complica los esfuerzos internacionales para contener el programa nuclear iraní.
Según Reuters, Irán solicitó a Catar, Arabia Saudita y Omán que presionen al presidente estadounidense, Donald Trump, para que utilice su influencia sobre Israel para lograr un alto el fuego inmediato, a cambio Irán ofrece flexibilidad en las negociaciones nucleares.

### Evacuaciones
Dos aviones Airbus A400M de la Fuerza Aérea alemana evacuaron a 64 ciudadanos alemanes de Israel en el marco de una «evacuación diplomática», según el Gobierno alemán. Es la primera vez que la Bundeswehr saca a ciudadanos alemanes directamente del país desde que se intensificaron las hostilidades con Irán, con anterioridad ya habían evacuado a un total de 345 personas pero en este caso viajaron desde Jordania y no participó la Bundeswehr.
El 21 de junio, un avión A330 del Ejército del Aire de España repatrió a España a unos 200 españoles y ciudadanos de otros países que se encontraban en Israel y que querían abandonar el país debido a los intensos bombardeos de Irán.

## Reacciones
- Organización de las Naciones Unidas: el secretario general, António Guterres, instó a ambas partes a ejercer la «máxima moderación» y condenó cualquier escalada militar en la región.[192]

- Argentina: el presidente Javier Milei condenó el contraataque iraní contra Israel, expresó su apoyo a las acciones militares anteriores de Israel y dijo que «estamos luchando contra el mal».[193]

- Canadá: el primer ministro Mark Carney reafirmó «el derecho de Israel a defenderse» y pidió moderación.[192]

- Pakistán: el ministro de Defensa, Jawaya Asif, apeló a la unidad de los países musulmanes frente al ataque de israelí contra Irán y aseguró que apoyan a Teherán «por todos los medios»: «Israel no actúa solo en esta situación. En este momento de prueba estamos con Irán por todos los medios. Vamos a proteger los intereses de Irán. Los iraníes son nuestros hermanos y su llanto y dolor es común».[194]

- Reino Unido: el gobierno británico declaró que Gran Bretaña no brindó apoyo militar al ataque de Israel contra Irán ni ayudó a derribar drones iraníes, mientras que el primer ministro, Keir Starmer, instó a todas las partes a una desescalada urgente.[195]

- Rusia: el presidente Vladímir Putin mantuvo conversaciones con el presidente iraní y el primer ministro israelí, condenó los ataques israelíes y ofreció mediación entre los ambos países.[192] El portavoz de la Presidencia rusa, Dmitri Peskov, aseguró en un comunicado que el actual conflicto entre Irán e Israel «es potencialmente peligrosa para nosotros» ya que «La guerra que estamos viendo está marcada por el riesgo de la expansión geográfica, la implicación de nuevos participantes y consecuencias impredecibles».[196]

- Estados Unidos: el presidente Donald Trump declaró públicamente que «Irán debe llegar a un acuerdo antes de que no quede nada». Trump expresó su apoyo a la campaña de bombardeos israelí, se comprometió a seguir suministrando equipo militar y autorizó a las fuerzas estadounidenses a ayudar a interceptar el primer ataque con misiles iraníes. Estados Unidos advirtió a Irán que no atacara intereses o personal estadounidense, enfatizando que respondería militarmente si tales ataques ocurrieran.[188]

## Protestas

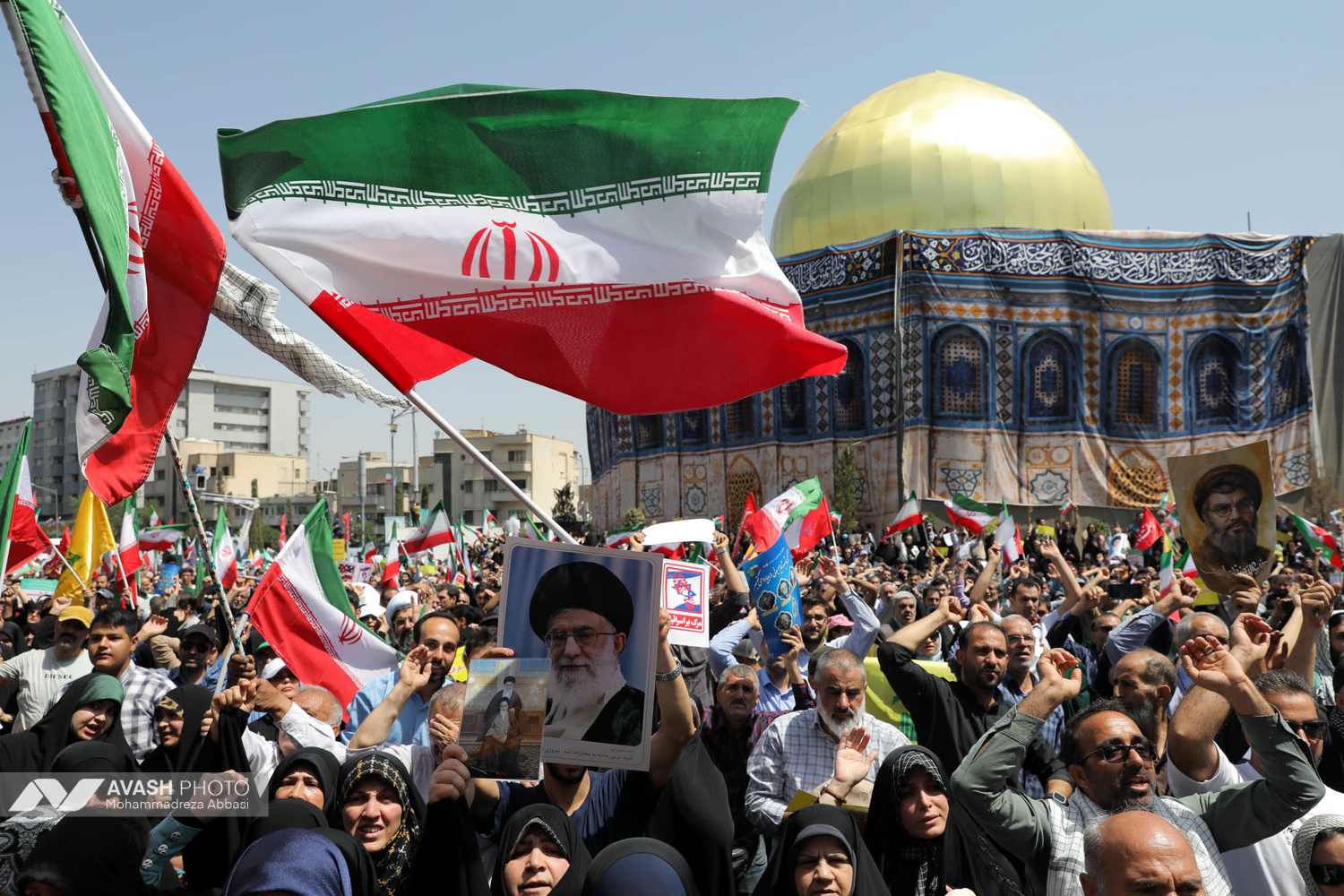
Protesta en Teherán contra los ataques israelíes y a favor del gobierno iraní, 20 de junio de 2025

También hubo protestas el 14 de junio en la Plaza del Parlamento de Londres, con manifestantes ondeando banderas palestinas e iraníes instando al gobierno británico a detener el apoyo militar a Israel, además de pedir una desescalada de las guerras en Oriente Medio. También se produjeron pequeñas protestas en varias ciudades de Estados Unidos, instando a la administración Trump a no sumarse al conflicto, incluso en Washington D. C., frente a la Casa Blanca, donde se reunieron contramanifestantes más pequeños para intentar interrumpir el evento.
Miles de iraníes salieron a las calles de las principales ciudades del país, para mostrar su apoyo al Gobierno del país y a sus fuerzas de seguridad en su lucha contra Israel. La manifestación en la capital fue la más multitudinaria y transcurrió entre la universidad en la plaza de Enghelab hasta la torre de Azadi, en el oeste de la ciudad, entre gritos de «muerte al régimen sionista y a la arrogancia americana». También hubo manifestaciones en Mashhad, la segunda ciudad más poblada del país, así como en localidades que albergan instalaciones nucleares, como Isfahán o Qom, objetivos de los ataques de Israel.